# Tinto
El Tinto (en castellà río Tinto; el seu nom ve del seu color vermellós) és un riu andalús pertanyent a la conca atlàntica, d’aigües tòxiques i amb un gran contingut de ferro i metalls pesants. Circumscrit a la província de Huelva, neix a la sierra del Padre Caro, un dels estreps de la Sierra Morena, prop de Nerva, i desemboca a la ria de Huelva, on conflueix amb l'Odiel.
Prop del seu naixement hi ha Corta Atalaya, el major jaciment miner a cel obert d'Europa, que s'explota des d'abans de l'època romana. Els romans van arrasar els boscos per fer-ne puntals que sostinguessin les galeries de les mines i com a combustible per als forns, cosa que va accelerar l'erosió i treure els nutrients del sòl cultivable. Els fums dels forns van causar pluja àcida que va fer malbé la vegetació. L'enorme volum de runam i escòries diluïdes per la pluja continuen aportant al riu ions de ferro, coure, manganès, sulfats i altres elements contaminants.
Les aigües vermelloses es caracteritzen pel seu pH 2,2 (molt àcid), amb alt contingut en metalls i amb escassetat d'oxigen, cosa que no afavoreix el desenvolupament ni de vegetació de ribera ni de vida animal.
Tanmateix, des d'abans de l'acció humana, a les seves aigües viuen microorganismes que s'alimenten només de minerals i s'adapten a condicions extremes. Per això la NASA i el Consell Superior d'Investigacions Científiques el van escollir com a hàbitat d'estudi per la possible similitud amb l'ambient del planeta Mart.
Hi aflueixen els rius i rieres Nicova, Jarrama, Domingo Rubio, Corumbel, Casa de Valverde i Candón.

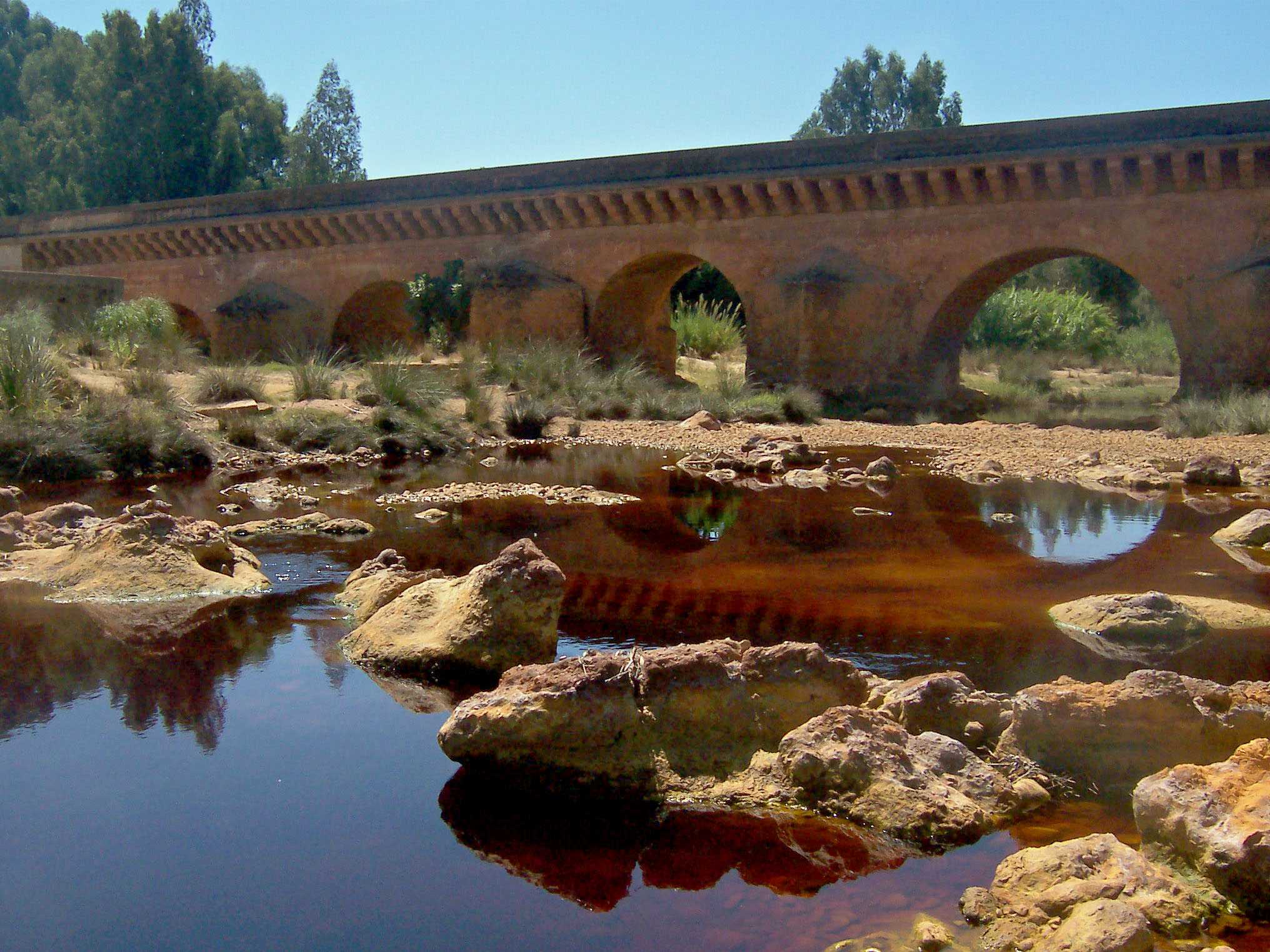
Pont romà sobre el Tinto a Niebla
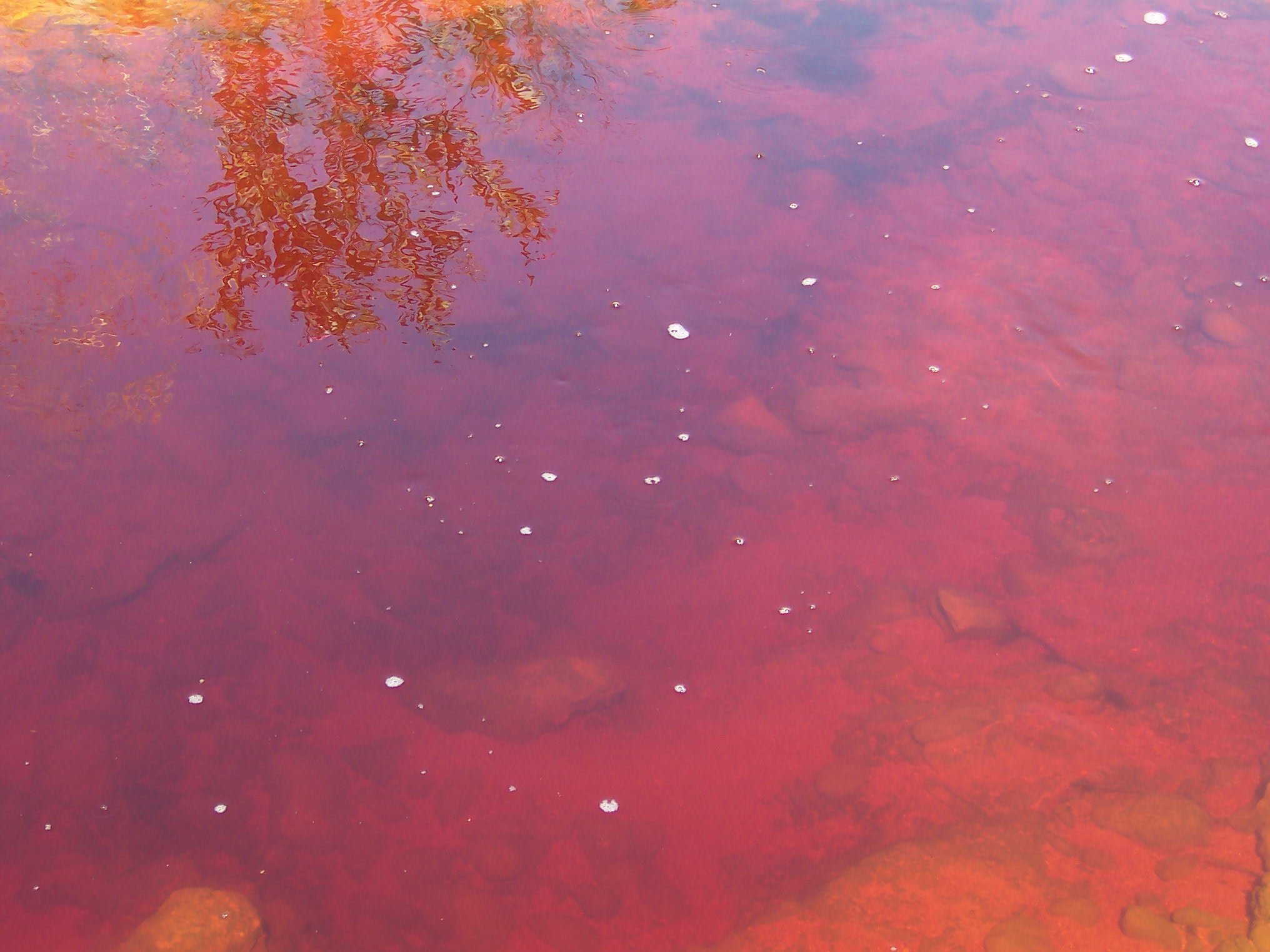
Les aigües vermelloses del riu Tinto
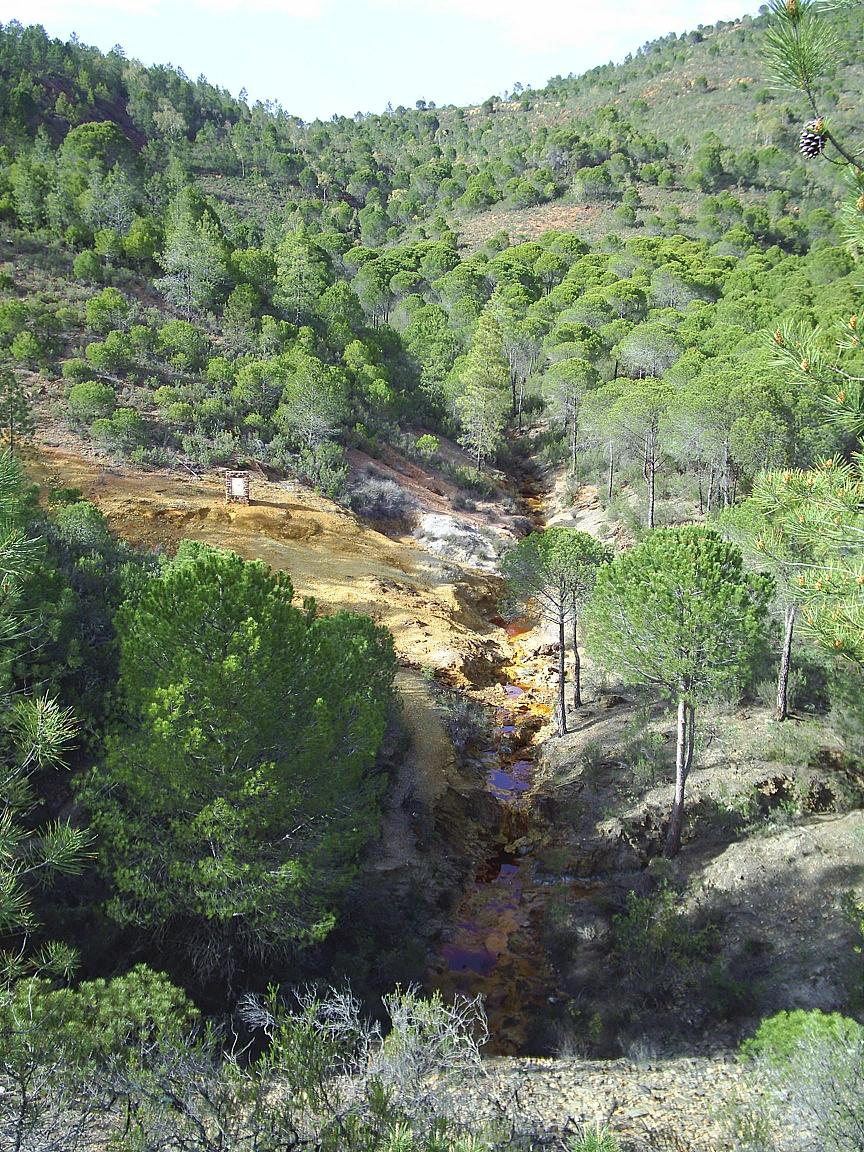
Naixement del Tinto prop de Nerva